# Покољ у Керестинцу
Покољ у Керестинцу је било највеће масовно убиство у Краљевини Југославији које се десило 16. априла 1936. године у дворцу Керестинец у близини Загреба. У погрому је страдало 11 људи. Злочин су спровели активисти Хрватске сељачке странке заједно са неколико хиљада локалних Хрвата.

## Увод
Од настанка државе, на територији са хрватским становништвом присутна је политичка тензија према околном српском становништву. Значајан број Хрвата бојкотује нову државу и учешће у друштвеном животу. Догађају се физички сукоби, неретко са смртним исходом. Већ 1920. године у Загребу гину два ветерана српске војске од групе Загрепчана након инцидента у пекари која је одбијала да прихвати динар. Један од највећих догађаја који је шокирао земљу се десио у ноћи између 4. и 5. августа 1928. када је железнички радник имена Јосип Хунић убио уредника новина Јединство, Владу Ристовића, познатог критичара хрватских политичара.
Након краја диктатуре тридесетих година, враћа се политички живот и активисти ХСС-а мобилишу људе против Југославије далеко интензивније него пре.
Према извештају министра војске и морнарице, генерала Љубомира Марића, који је 9. јула 1936. упућен председнику Владе Милану Стојадиновићу, „на дан 15. јуна ове године студенти загребачког универзитета одржали су збор и донели резолуцију, захтевајући амнестију политичких криваца. 
Чули су се повици: ʻЖивео Павелић, живео Мачек, живеле комунисте, 
живела трећа интернационала.ʼ За време митинга, на универзитету је била истакнута хрватска застава.“ 
Био је то један од бројних догађаја 
који су се слили у талас протеста и насиља који је запљуснуо Савску и 
Приморску бановину после избора 1935. а који су ескалирали током 1936. године. 
Бан Марко Костренчић је известио председника владе 
Стојадиновића да су политичке прилике у Савској бановини „нарочито тешке“, тврдећи да су „готово све политичке партије и све политичке организације против владања и да је огромна већина становништва уз те партије и те организације које су против владања.“ 

## Покољ
Политичар, познати члан ХСС-а и заговорник отцепљења Хрватске од Југославије, Карло Бркљачић, страда од руке Стипана Пејновића.
Следећег дана, Мачек потписује проглас за припрему устанка против Југославије. Наредних дана, разбијани су прозори на кућама људи који нису присуствовали погребу.
Дана 16.4. одржавају се задушнице у Самобору за почившег Бркљанчића. На скупу говори посланик Људевит Томашић у Народној скупштини  „ако власти не стану на крај четницима, да ће им хрватски народ стати на крај, и уништити чак и њихово десето кољено”. Од 6000 људи је након скупа кренула према кућама политичких противника.
Најпре су покушали да линчују 
лугара Ивана Купринца, али им је он умакао. „У потјери за Купринцем руља је на цести наишла на Виктора Штернберга из Самобора, на кога је опалила 4 метка из револвера, измлативши га штаповима. Штернбергеру је тешком муком успјело да извуче живу главу. Руља је затим наишла на Купринчеву жену, коју је такођер испремлатила 
сјекирама, оставивши ју мртву и изнакажену да лежи на цести. Јужно од Самобора у виноградима руља је наишла на винцилира Ивана Херцога, кога је такођер испремлатила и усмртила ударцима сјекире, док је другог винцилира Тому Бубилића испремлатила, међутим Бубилић је остао на животу.“
О догађајима у Керестинцу и Ракитју командант жандармерије, генерал Наумовић је известио министра унутрашњих дела Корошеца: „око 13 часа долази у селу Ракитје, кроз које је пролазило 7 лица, до узбуне, јер су неки ковачи почели викати: ʻЕво четникаʼ. Узмичући пред масом, склонило се је ових 7 лица у дворац г. Михајловића у Керестинцу, где их маса: 6 убија, а 1 теже рањава. После тога маса се је разбегла, а један део при пролазу кроз село Ракитје напада на кућу Јове Буте. При томе нападу буде један од нападача – Францетић Фрањо – убијен од стране жене Бутине, а затим та иста маса убија Јову Буту, његову жену и ћерку у једној шумици недалеко од куће Бутине и затим запали му кућу.“ 
Заменик државног тужиоца Маријан Белчић је записао током истраге: „Сав намјештај у истим просторијама нађен је попрскан крвљу, као и зидови, а нађено је неколико легитимација преминулих, разних увјерења, дјелова косе која 
је откинута, но не зна се од кога та коса потиче. Зидови су испрорешетани танетима, а врата и прозори означених просторија разлупани.
Погинули су
- 1) Драгутин Катанец (рођ. 1900) римокатолик, токар, из Св. Недеље
- 2) Предраг Големовић (рођ. 1908), из Прћиловице код Алексинца, православац, бивши полицијски стражар
- 3) Велимир Гогић, (рођ. 1910), из Каменице код Цариброда, православац, бравар
- 4) Ибрахим Махмудбеговић, (рођ. 1902), из Модрића код Градачца, муслиман, чиновник;
- 5) Александар Благојевић, (рођ. 1903), из Тузле, православац, трговачки помоћник;
- 6) Иван Чипера (рођ. 1902), из Сухопоља код Славонског Брода, римокатолик;
- 7) Едуард Фолмост (рођ. 1902), из Дуге Ресе, трговачки помоћник;
- 8) Јован Бута, из Руме
- 9) Ката Францетић, из Ракитја, невенчана супруга Јове Буте;
- 10) Сузана Францетић, малолетна, из Ракитја, кћи Кате Францетић, пасторка Јове Буте;
- 11) Фрањо Францетић, сељак из Ракитја.

## Последице
Након масакра у Керестинцу, насиље се наставило те хрватски активисти убијају Антона Севчака, познатог политичког противника 19. априла, три дана касније. Командант жандармерије, генерал Наумовић је пише извештај за Министра унутрашњих дела Корошеца о „низ насилних инцидената, од којих неколико са смртним исходом” који трају током априла. 
Жртве масакра су сахрањене на гробљу Мирогој уз присуство православног свештеника и имама. Иако је међу жртвама било католика, нити један католички свештеник се није појавио.

## Реакције
Штампа у Београду и Сарајеву је у неутралном тону написала извештај. Загребачки медији су, са друге стране, оптужили жртве да су провоцирали сукоб. Јутарњи лист наводи да су почивши били наоружани иако сведоци на суду тврде супротно. Загребачки Обзор пише да се десила битка између две стране у којој су победили хрватски сељаци.Британско посланство је написало допис о догађају у коме се врло кратко описује „страдање шесторо људи”.